# Agrochola ochrea
Agrochola ochrea är en fjärilsart som beskrevs av Tutt 1892. Agrochola ochrea ingår i släktet Agrochola och familjen nattflyn. Inga underarter finns listade i Catalogue of Life.